# Peter II. Zrinski
Peter II. Zrinski (?, 1435 - Udbina, 4. september 1493 ), hrvaški plemič iz plemiške rodbine Zrinskih, veje plemiške rodbine Šubićev. Padel je v bitki na Krbavskem polju leta 1493 v spopadu proti Osmanom pod vodstvom bosanskega sandžakbega in vezirja Jakub paše Haduma. Skupaj z njim je umrl njegov najstarejši sin Pavel III. Zrinski .
Leta 1463 je od kralja Matije Korvina (1458-1490) prejel kraljevi privilegij, po katerem je lahko brez davka izkoriščal rudo na svojih posestvih, kar je znatno pripomoglo k povečanju dohodkov družine. Znatni prihodki od rudnikov so Petru I. omogočili, da je vzpostavil močno obrambo svojih posesti v Pounju pred osmanskim prodorom, tako da je angažiral močno vojsko in zgradil utrjena mesta za obrambo svojih posesti.
Peter II. sodeloval v diplomatskih misijah, ko je Benečane, papeža in druge vplivneže prosil za pomoč pri obrambi pred Osmani. Z ustanovitvijo Jajaške banovine in kapetanskega sistema se je pritisk na zrinske posesti zmanjšal, vendar je Ahmed paša leta 1475 prodrl na območja zrinskih v Pounju in jih izropal. Peter II. je roparsko ekspedicijo prestregel na poti nazaj in jo premagal. Leta 1478  je Peter II. Osmanom po vrnitvi z roparskega pohoda znova zadal hud poraz.
Leta 1492 je skupaj s sinom Pavlom III. zahteval vrnitev Slunja iz rok Frankapanov, malo prej pa so se spopadli z grofi Frankopani Modruškimi zaradi posesti Bužane in več utrjenih mest v okolici, saj so bile Bužane njihova odskočna deska za širjenje morebitnega vpliva na Kraljevino Hrvaške in Dalmacije. Interese grofa Petra II. in njegovih sinov sta na območju Bribirja  zastopala njuna sorodnika, grof Melkior Obradić Bribirski in Juraj Šubić Peranski.
Leta 1493 je grof Peter II. skupaj s sinom Pavlom III. in mnogi drugi hrvaški velikaši in plemiči pod vodstvom hrvaškega bana Emerika Derenčina pričakal osmansko vojsko, ko se je vračala iz plenjenja in pričeli bitko na Krbavskem polju, ki se je končala s katastrofalnim porazom hrvaške plemiške vojske in smrtjo Petra II. in njegovega sina Pavla III.
Bil je sin grofa Petra I. in vnuk Pavla I. Zrinskega in njegove prve žene, grofice Marije Krbavske iz rodbine Kurjakovićev. S prvo ženo Sofijo je imel štiri otroke: Pavla III., Jeleno, Margareto in Bernarda. Kasneje se je poročil z grofico Jeleno Babonić Blagajsko, s katero je imel sina Nikolo III.